# Wahlkreis Aversa (Camera dei deputati)
Der Wahlkreis Aversa war von 1993 bis 2005 und ist seit 2017 wieder ein Wahlkreis (italienisch collegio elettorale) für die Wahl der Abgeordnetenkammer.

## Von 1993 bis 2005

### Wahlkreisgebiet
Der Wahlkreis umfasste 8 Gemeinden (Aversa, Carinaro, Cesa, Gricignano di Aversa, Orta di Atella, Sant’Arpino, Succivo und Teverola).

### Wahlergebnisse

#### Parlamentswahl 1994

##### Direktstimmen
| Kandidaten               | Kandidaten         | Parteien                                               | Stimmen | %    |
| ------------------------ | ------------------ | ------------------------------------------------------ | ------- | ---- |
|                          | Mario Gattogewählt | Progressisti                                           | 24.643  | 39,5 |
|                          | Enrico Giuliano    | Alleanza Nazionale                                     | 10.732  | 17,2 |
|                          | Antonio Lamberti   | Patto per l’Italia                                     | 10.565  | 16,9 |
|                          | Luigi Severino     | FI – CCD – UdC – PLD                                   | 10.315  | 16,5 |
|                          | Filippo Trofino    | Lista Marco Pannella – Riformatori – Alleanza Aversana | 6.178   | 9,9  |
| Gesamt                   | Gesamt             | Gesamt                                                 | 62.433  | 100  |
|                          |                    |                                                        |         |      |
| Ungültige Stimmen        | Ungültige Stimmen  | Ungültige Stimmen                                      | 6.561   | 9,5  |
| Wähler                   | Wähler             | Wähler                                                 | 68.994  | 85,3 |
| Wahlberechtigte          | Wahlberechtigte    | Wahlberechtigte                                        | 80.905  |      |
|                          |                    |                                                        |         |      |
| Quelle: Innenministerium |                    |                                                        |         |      |

##### Listenstimmen
| Parteien                             | Parteien                        | Parteien                           | Stimmen | %    |
| ------------------------------------ | ------------------------------- | ---------------------------------- | ------- | ---- |
|                                      | Progressisti                    | Partito Democratico della Sinistra | 11.746  | 19,4 |
| Partito della Rifondazione Comunista | Progressisti                    | 5.270                              | 8,7     |      |
| Federazione dei Verdi                | Progressisti                    | 2.980                              | 4,9     |      |
| Partito Socialista Italiano          | Progressisti                    | 2.053                              | 3,4     |      |
| Alleanza Democratica                 | Progressisti                    | 589                                | 1,0     |      |
| ↳ Gesamt                             | Progressisti                    | 22.638                             | 37,5    |      |
|                                      | Forza Italia                    | Forza Italia                       | 11.880  | 19,7 |
|                                      | Alleanza Nazionale              | Alleanza Nazionale                 | 10.729  | 17,8 |
|                                      | Patto per l’Italia              | Partito Popolare Italiano          | 6.180   | 10,2 |
| Patto Segni                          | Patto per l’Italia              | 4.027                              | 6,7     |      |
| ↳ Gesamt                             | Patto per l’Italia              | 10.207                             | 16,9    |      |
|                                      | Lista Marco Pannella            | Lista Marco Pannella               | 2.651   | 4,4  |
|                                      | Unità Popolare                  | Unità Popolare                     | 1.156   | 1,9  |
|                                      | Socialdemocrazia per le Libertà | Socialdemocrazia per le Libertà    | 436     | 0,7  |
|                                      | Unione Democratica Italiana     | Unione Democratica Italiana        | 283     | 0,5  |
|                                      | Alleanza Meridionale            | Alleanza Meridionale               | 282     | 0,5  |
|                                      | Riformisti Irpini               | Riformisti Irpini                  | 155     | 0,3  |
| Gesamt                               | Gesamt                          | Gesamt                             | 60.417  | 100  |
|                                      |                                 |                                    |         |      |
| Ungültige Stimmen                    | Ungültige Stimmen               | Ungültige Stimmen                  | 8.577   | 12,4 |
| Wähler                               | Wähler                          | Wähler                             | 68.994  | 85,3 |
| Wahlberechtigte                      | Wahlberechtigte                 | Wahlberechtigte                    | 80.905  |      |
|                                      |                                 |                                    |         |      |
| Quelle: Innenministerium             |                                 |                                    |         |      |

#### Parlamentswahl 1996

##### Direktstimmen
| Kandidaten               | Kandidaten         | Parteien            | Stimmen | %    |
| ------------------------ | ------------------ | ------------------- | ------- | ---- |
|                          | Mario Gattogewählt | L’Ulivo             | 31.826  | 51,3 |
|                          | Pasquale Giuliano  | Polo per le Libertà | 27.910  | 45,0 |
|                          | Raffaele Marra     | Fiamma Tricolore    | 2.277   | 3,7  |
| Gesamt                   | Gesamt             | Gesamt              | 62.013  | 100  |
|                          |                    |                     |         |      |
| Ungültige Stimmen        | Ungültige Stimmen  | Ungültige Stimmen   | 5.956   | 8,8  |
| Wähler                   | Wähler             | Wähler              | 67.969  | 82,2 |
| Wahlberechtigte          | Wahlberechtigte    | Wahlberechtigte     | 82.737  |      |
|                          |                    |                     |         |      |
| Quelle: Innenministerium |                    |                     |         |      |

##### Listenstimmen
| Parteien                                          | Parteien                             | Parteien                             | Stimmen | %    |
| ------------------------------------------------- | ------------------------------------ | ------------------------------------ | ------- | ---- |
|                                                   | Polo per le Libertà                  | Forza Italia                         | 17.575  | 29,0 |
| Alleanza Nazionale                                | Polo per le Libertà                  | 8.585                                | 14,1    |      |
| CCD – CDU                                         | Polo per le Libertà                  | 4.319                                | 7,1     |      |
| ↳ Gesamt                                          | Polo per le Libertà                  | 30.479                               | 50,2    |      |
|                                                   | L’Ulivo                              | Partito Democratico della Sinistra   | 11.864  | 19,5 |
| Popolari per Prodi (PPI – SVP – PRI – UD – Prodi) | L’Ulivo                              | 4.591                                | 7,6     |      |
| Rinnovamento Italiano                             | L’Ulivo                              | 2.042                                | 3,4     |      |
| Federazione dei Verdi                             | L’Ulivo                              | 1.696                                | 2,8     |      |
| ↳ Gesamt                                          | L’Ulivo                              | 20.193                               | 33,3    |      |
|                                                   | Partito della Rifondazione Comunista | Partito della Rifondazione Comunista | 6.897   | 11,4 |
|                                                   | Fiamma Tricolore                     | Fiamma Tricolore                     | 1.157   | 1,9  |
|                                                   | Lista Pannella – Sgarbi              | Lista Pannella – Sgarbi              | 889     | 1,5  |
|                                                   | Partito Socialista                   | Partito Socialista                   | 665     | 1,1  |
|                                                   | Patto per l’Agro                     | Patto per l’Agro                     | 219     | 0,4  |
|                                                   | Movimento Rinascita Italiana         | Movimento Rinascita Italiana         | 191     | 0,3  |
| Gesamt                                            | Gesamt                               | Gesamt                               | 60.690  | 100  |
|                                                   |                                      |                                      |         |      |
| Ungültige Stimmen                                 | Ungültige Stimmen                    | Ungültige Stimmen                    | 7.279   | 10,7 |
| Wähler                                            | Wähler                               | Wähler                               | 67.969  | 82,2 |
| Wahlberechtigte                                   | Wahlberechtigte                      | Wahlberechtigte                      | 82.737  |      |
|                                                   |                                      |                                      |         |      |
| Quelle: Innenministerium                          |                                      |                                      |         |      |

#### Parlamentswahl 2001

##### Direktstimmen
| Kandidaten               | Kandidaten            | Parteien               | Stimmen | %    |
| ------------------------ | --------------------- | ---------------------- | ------- | ---- |
|                          | Paolo Santulligewählt | Casa delle Libertà     | 28.797  | 42,1 |
|                          | Raffaele Ferrara      | L’Ulivo                | 26.204  | 38,3 |
|                          | Mario Gatto           | Socialisti Autonomisti | 7.802   | 11,4 |
|                          | Tommaso Comparone     | Democrazia Europea     | 4.020   | 5,9  |
|                          | Luigi Cangiano        | Lista Di Pietro        | 1.651   | 2,4  |
| Gesamt                   | Gesamt                | Gesamt                 | 68.474  | 100  |
|                          |                       |                        |         |      |
| Ungültige Stimmen        | Ungültige Stimmen     | Ungültige Stimmen      | 6.587   | 8,8  |
| Wähler                   | Wähler                | Wähler                 | 75.061  | 84,8 |
| Wahlberechtigte          | Wahlberechtigte       | Wahlberechtigte        | 88.500  |      |
|                          |                       |                        |         |      |
| Quelle: Innenministerium |                       |                        |         |      |

##### Listenstimmen
| Parteien                               | Parteien                             | Parteien                             | Stimmen | %    |
| -------------------------------------- | ------------------------------------ | ------------------------------------ | ------- | ---- |
|                                        | Casa delle Libertà                   | Forza Italia                         | 23.458  | 36,0 |
| Alleanza Nazionale                     | Casa delle Libertà                   | 6.440                                | 9,9     |      |
| CCD – CDU                              | Casa delle Libertà                   | 1.379                                | 2,1     |      |
| Nuovo PSI                              | Casa delle Libertà                   | 623                                  | 1,0     |      |
| ↳ Gesamt                               | Casa delle Libertà                   | 31.900                               | 49,0    |      |
|                                        | L’Ulivo                              | Democratici di Sinistra              | 10.547  | 16,2 |
| La Margherita (Dem – PPI – RI – Udeur) | L’Ulivo                              | 6.759                                | 10,4    |      |
| Il Girasole (FdV – SDI)                | L’Ulivo                              | 1.397                                | 2,1     |      |
| Partito dei Comunisti Italiani         | L’Ulivo                              | 1.365                                | 2,1     |      |
| ↳ Gesamt                               | L’Ulivo                              | 20.068                               | 30,8    |      |
|                                        | Democrazia Europea                   | Democrazia Europea                   | 3.450   | 5,3  |
|                                        | Partito della Rifondazione Comunista | Partito della Rifondazione Comunista | 3.369   | 5,2  |
|                                        | Lista Di Pietro                      | Lista Di Pietro                      | 2.342   | 3,6  |
|                                        | Socialisti Autonomisti               | Socialisti Autonomisti               | 1.225   | 1,9  |
|                                        | Lista Emma Bonino                    | Lista Emma Bonino                    | 1.107   | 1,7  |
|                                        | Fiamma Tricolore                     | Fiamma Tricolore                     | 569     | 0,9  |
|                                        | Movimento delle Libertà              | Movimento delle Libertà              | 399     | 0,6  |
|                                        | Paese Nuovo                          | Paese Nuovo                          | 350     | 0,5  |
|                                        | Liberi e Forti                       | Liberi e Forti                       | 269     | 0,4  |
|                                        | Abolizione Scorporo                  | Abolizione Scorporo                  | 61      | 0,1  |
| Gesamt                                 | Gesamt                               | Gesamt                               | 65.109  | 100  |
|                                        |                                      |                                      |         |      |
| Ungültige Stimmen                      | Ungültige Stimmen                    | Ungültige Stimmen                    | 9.951   | 13,3 |
| Wähler                                 | Wähler                               | Wähler                               | 75.060  | 84,8 |
| Wahlberechtigte                        | Wahlberechtigte                      | Wahlberechtigte                      | 88.500  |      |
|                                        |                                      |                                      |         |      |
| Quelle: Innenministerium               |                                      |                                      |         |      |

## Von 2017 bis 2020

### Wahlkreisgebiet
Der Wahlkreis umfasste Gemeinden: 

### Wahlergebnisse

#### Parlamentswahl 2018
| Kandidaten               | Kandidaten               | Stimmen | %    | Listen                                      | Stimmen | %    |
| ------------------------ | ------------------------ | ------- | ---- | ------------------------------------------- | ------- | ---- |
|                          | Nicola Grimaldigewählt   | 86.419  | 52,8 | Movimento 5 Stelle                          | 86.419  | 52,8 |
|                          | Giuseppina Castiello     | 49.820  | 30,4 | Forza Italia                                | 32.356  | 19,8 |
| Fratelli d’Italia        | Giuseppina Castiello     | 49.820  | 30,4 | 8.257                                       | 5,0     |      |
| Lega                     | Giuseppina Castiello     | 49.820  | 30,4 | 7.721                                       | 4,7     |      |
| Noi con l’Italia – UDC   | Giuseppina Castiello     | 49.820  | 30,4 | 1.486                                       | 0,9     |      |
|                          | Marianna Dell’Aprovitola | 18.986  | 11,6 | Partito Democratico                         | 14.694  | 9,0  |
| Civica Popolare          | Marianna Dell’Aprovitola | 18.986  | 11,6 | 1.661                                       | 1,0     |      |
| +Europa                  | Marianna Dell’Aprovitola | 18.986  | 11,6 | 1.385                                       | 0,8     |      |
| Italia Europa Insieme    | Marianna Dell’Aprovitola | 18.986  | 11,6 | 1.246                                       | 0,8     |      |
|                          | Carlo Corvino            | 2.667   | 1,6  | Liberi e Uguali                             | 2.667   | 1,6  |
|                          | Pasquale Bruno           | 2.563   | 1,6  | Italia agli Italiani (FT – FN)              | 2.563   | 1,6  |
|                          | Angela Di Foggia         | 1.438   | 0,9  | Potere al Popolo!                           | 1.438   | 0,9  |
|                          | Anna Vota                | 538     | 0,3  | CasaPound Italia                            | 538     | 0,3  |
|                          | Filomena Velotti         | 500     | 0,3  | Il Popolo della Famiglia                    | 500     | 0,3  |
|                          | Luca Paolucci            | 339     | 0,2  | Partito Comunista                           | 339     | 0,2  |
|                          | Valerio Mottola          | 198     | 0,1  | Lista del Popolo per la Costituzione        | 198     | 0,1  |
|                          | Giovanna Giacobone       | 170     | 0,1  | Per una Sinistra Rivoluzionaria (SCR – PCL) | 170     | 0,1  |
|                          | Aniello Guido            | 140     | 0,1  | Partito Valore Umano                        | 140     | 0,1  |
| Gesamt                   | Gesamt                   | 163.778 | 100  |                                             | 163.778 | 100  |
|                          |                          |         |      |                                             |         |      |
| Ungültige Stimmen        | Ungültige Stimmen        | 5.230   | 3,1  |                                             |         |      |
| Wähler                   | Wähler                   | 169.008 | 68,3 |                                             |         |      |
| Wahlberechtigte          | Wahlberechtigte          | 247.277 |      |                                             |         |      |
|                          |                          |         |      |                                             |         |      |
| Quelle: Innenministerium |                          |         |      |                                             |         |      |

## Seit 2020

### Wahlkreisgebiet
| Wahlkreise – Camera dei deputati – Kampanien | Wahlkreise – Camera dei deputati – Kampanien | Wahlkreise – Camera dei deputati – Kampanien |
| Provinz                                      | Provinz                                      | Gemeinden nach Provinzen ⮞ Wahlkreis |
| -------------------------------------------- | -------------------------------------------- | --- |
|                                              | Metropolitanstadt Neapel (92 Gemeinden)      | Teil Neapels ⮞ Wahlkreis Neapel – Fuorigrotta Teil Neapels ⮞ Wahlkreis Neapel – San Carlo all’Arena 13 ⮞ Wahlkreis Acerra 14 ⮞ Wahlkreis Casoria 16 ⮞ Wahlkreis Giugliano in Campania 28 ⮞ Wahlkreis Somma Vesuviana 20 ⮞ Wahlkreis Torre del Greco |
|                                              | Provinz Avellino (118 Gemeinden)             | alle ⮞ Wahlkreis Avellino |
|                                              | Provinz Benevento (78 Gemeinden)             | alle ⮞ Wahlkreis Benevento |
|                                              | Provinz Caserta (104 Gemeinden)              | 24 ⮞ Wahlkreis Caserta 52 ⮞ Wahlkreis Aversa 28 ⮞ Wahlkreis Benevento |
|                                              | Provinz Salerno (158 Gemeinden)              | 20 ⮞ Wahlkreis Salerno 112 ⮞ Wahlkreis Eboli 26 ⮞ Wahlkreis Scafati |

Der Wahlkreis umfasst 52 Gemeinden der Provinz Caserta.

### Wahlergebnisse

#### Parlamentswahl 2022
| Kandidaten                          | Kandidaten               | Stimmen | %    | Listen                                                  | Stimmen | %    |
| ----------------------------------- | ------------------------ | ------- | ---- | ------------------------------------------------------- | ------- | ---- |
|                                     | Gerolamo Cangianogewählt | 70.438  | 38,9 | Fratelli d’Italia                                       | 37.630  | 20,8 |
| Forza Italia                        | Gerolamo Cangianogewählt | 70.438  | 38,9 | 19.819                                                  | 11,0    |      |
| Lega per Salvini Premier            | Gerolamo Cangianogewählt | 70.438  | 38,9 | 12.565                                                  | 6,9     |      |
| Noi Moderati                        | Gerolamo Cangianogewählt | 70.438  | 38,9 | 424                                                     | 0,2     |      |
|                                     | Giuseppe Buompane        | 64.985  | 35,9 | Movimento 5 Stelle                                      | 64.985  | 35,9 |
|                                     | Vincenzo Santagata       | 30.267  | 16,7 | Partito Democratico – Italia Democratica e Progressista | 21.973  | 12,1 |
| Impegno Civico – Centro Democratico | Vincenzo Santagata       | 30.267  | 16,7 | 2.954                                                   | 1,6     |      |
| Alleanza Verdi e Sinistra           | Vincenzo Santagata       | 30.267  | 16,7 | 2.808                                                   | 1,6     |      |
| +Europa                             | Vincenzo Santagata       | 30.267  | 16,7 | 2.532                                                   | 1,4     |      |
|                                     | Riccardo Scalzone        | 8.096   | 4,5  | Azione – Italia Viva                                    | 8.096   | 4,5  |
|                                     | Antonella Avolio         | 1.955   | 1,1  | Unione Popolare                                         | 1.955   | 1,1  |
|                                     | Sonia Di Carluccio       | 1.734   | 1,0  | Italexit per l’Italia                                   | 1.734   | 1,0  |
|                                     | Antonio Porto            | 1.271   | 0,7  | Italia Sovrana e Popolare                               | 1.271   | 0,7  |
|                                     | Angela Di Foggia         | 916     | 0,5  | Partito Comunista Italiano                              | 916     | 0,5  |
|                                     | Gaetano Cerrito          | 698     | 0,4  | Noi di Centro – Europeisti                              | 698     | 0,4  |
|                                     | Bruno Calabrese          | 575     | 0,3  | Partito Animalista – UCDL – 10 Volte Meglio             | 575     | 0,3  |
| Gesamt                              | Gesamt                   | 180.935 | 100  |                                                         | 180.935 | 100  |
|                                     |                          |         |      |                                                         |         |      |
| Ungültige Stimmen                   | Ungültige Stimmen        | 8.607   | 4,5  |                                                         |         |      |
| Wähler                              | Wähler                   | 189.542 | 51,7 |                                                         |         |      |
| Wahlberechtigte                     | Wahlberechtigte          | 366.841 |      |                                                         |         |      |
|                                     |                          |         |      |                                                         |         |      |
| Quelle: Innenministerium            |                          |         |      |                                                         |         |      |